# Ciemniewko (gromada)
Ciemniewko – dawna gromada, czyli najmniejsza jednostka podziału terytorialnego Polskiej Rzeczypospolitej Ludowej w latach 1954–1972.
Gromady, z gromadzkimi radami narodowymi (GRN) jako organami władzy najniższego stopnia na wsi, funkcjonowały od reformy reorganizującej administrację wiejską przeprowadzonej jesienią 1954 do momentu ich zniesienia z dniem 1 stycznia 1973, tym samym wypierając organizację gminną w latach 1954–1972.
Gromadę Ciemniewko z siedzibą GRN w Ciemniewku utworzono – jako jedną z 8759 gromad na obszarze Polski – w powiecie ciechanowskim w woj. warszawskim, na mocy uchwały nr VI/10/1/54 WRN w Warszawie z dnia 5 października 1954. W skład jednostki weszły obszary dotychczasowych gromad Burkaty, Ciemniewo, Ciemniewko, Niesłuchy, Olszewka i Pękawka ze zniesionej gminy Sońsk oraz miejscowości Mężenino-Kłoski i Mężenino-Węgłowice z dotychczasowej gromady Nasierowo-Dziurawieniec ze zniesionej gminy Gołymin w tymże powiecie. Dla gromady ustalono 11 członków gromadzkiej rady narodowej.
31 grudnia 1959 z gromady Ciemniewko wyłączono wsie Burkaty, Ciemniewo i Niesłuchy oraz kolonie Orły i Pękawka, włączając je do gromady Sońsk w tymże powiecie, po czym gromadę Ciemniewko zniesiono a jej (pozostały) obszar włączono do gromady Nasierowo-Dziurawieniec tamże.